# 458
458 (CDLVIII) fue un año común comenzado en miércoles del calendario juliano, en vigor en aquella fecha.
En el Imperio romano, el año fue nombrado el del consulado de Mayoriano y León, o menos comúnmente, como el 1211 Ab urbe condita, adquiriendo su denominación como 458 a principios de la Edad Media, al establecerse el anno Domini.

## Acontecimientos
- 14 de septiembre: en Antioquía (Turquía) sucede un terremoto de 6,5 grados en la escala sismológica de Richter, que deja 80 000 víctimas fatales.
- Childerico I sucede a Meroveo como rey de los francos salios (o 457). Es el inicio de la dinastía merovingia, que acabará con la muerte de Childerico III en 751.
- Genadio I se convierte en patriarca de Constantinopla.

## Fallecimientos
- Tuldila, caudillo huno autoproclamado rey luego de la muerte de Elak, el hijo de Atila.